# Pseudocnus dubiosus
Pseudocnus dubiosus is een zeekomkommer uit de familie Cucumariidae.
De wetenschappelijke naam van de soort werd in 1868 gepubliceerd door Karl Semper.

## Ondersoorten
- Pseudocnus dubiosus dubiosus
- Pseudocnus dubiosus koellikeri (Semper, 1868)[2]

Niet meer geaccepteerd
- Pseudocnus dubiosus leoninus (Semper, 1867) geaccepteerd als Pentactella leonina

## Synoniemen
- Cucumaria salmini Ludwig, 1875